# GHI Bronx Tennis Classic 1999
Il GHI Bronx Tennis Classic 1999 è stato un torneo di tennis facente parte della categoria ATP Challenger Series nell'ambito dell'ATP Challenger Series 1999. Il torneo si è giocato a Uniti Bronx negli Stati Uniti dal 16 al 22 agosto 1999 su campi in cemento.

## Vincitori

### Singolare
Alexander Popp ha battuto in finale  Sébastien de Chaunac con il punteggio di 6–7, 7–6, 6–0

### Doppio
Jeff Coetzee /  Alejandro Hernández hanno battuto in finale  Rob Givone /  Glenn Weiner con il punteggio di 6–4, 6–1